# Kasiva Reysol
A Kasiva Reysol (japánul: 柏レイソル, hepburn-átírásban: Kashiwa Reisoru) egy japán labdarúgóklub, melynek székhelye Kasivában, Csiba prefektúrában található. A klubot 1940-ben alapították Hitacsi SC néven és a J. League Division 1-ben szerepel. A japán bajnokságot 2 alkalommal (1972, 2011) nyerték meg. 
Hazai mérkőzéseiknek a Szankjo Frontier Kasiva Stadion ad otthont. A stadion 15 349 néző befogadására alkalmas. A klub hivatalos színei a sárga és a fekete. Legnagyobb riválisaik a JEF United Csiba és az Urava Red Diamonds.
A nevében található Reysol a spanyol Rey és Sol szavakból áll, ami Napkirályt jelent. 

## Sikerlista
Hitacsi SC néven
- Japán bajnok (1): 1972
- Japán másodosztályú bajnok (1): 1990–91

Kasiva Reysol néven
- Japán bajnok (1): 2011
- Japán másodosztályú bajnok (2): 2010, 2019

## Ismert játékosok
- Mjódzsin Tomokazu
- Nakamura Kószuke
- Ju Szangcshol
- Hvang Szonhong
- Kim Cshangszu
- Han Gugjong